# 余建军
余建军，西安邮电大学教授，中共党员，主要从事高速光通信信号产生、传输技术和宽带光纤无线网络技术等方面的研究工作。入选中华人民共和国教育部第八批"长江学者"特聘教授。